# Cendea de Iza
Cendea de Iza (em castelhano) ou Itza Zendea ou simplesmente Itza (em basco) é um município da Espanha na província e comunidade foral (autónoma) de Navarra. Tem 51,49 km² de área e em 2021 tinha 1 293 habitantes (densidade: 25,1 hab./km²).

## Demografia
| Variação demográfica do município entre 1991 e 2004 | Variação demográfica do município entre 1991 e 2004 | Variação demográfica do município entre 1991 e 2004 | Variação demográfica do município entre 1991 e 2004 |
| --------------------------------------------------- | --------------------------------------------------- | --------------------------------------------------- | --------------------------------------------------- |
| 1991                                                | 1996                                                | 2001                                                | 2004                                                |
| 635                                                 | 660                                                 | 745                                                 | 754                                                 |